# Ghiacciaio Paternostro
Il ghiacciaio Paternostro è un ghiacciaio lungo circa 20 km situato sulla costa della regione settentrionale della Terra di Oates, in Antartide. In particolare, il ghiacciaio, il cui punto più alto si trova a circa 800 m s.l.m., fluisce verso nord-est partendo dalla regione settentrionale del versante orientale dei colli Wilson e scorrendo tra il versante occidentale dei colli Goodman e quello orientale della cresta Cook, fino a entrare nella baia di Davies.

## Storia
Il ghiacciaio Paternostro è stato mappato da membri dello United States Geological Survey (USGS) grazie a fotografie aeree scattate dalla marina militare statunitense nel periodo 1960-62, e così battezzato dal Comitato consultivo dei nomi antartici in onore del tenente Joseph L. A. Paternostro, della riserva navale statunitense, che svolse il ruolo di navigatore a bordo di uno degli LC-130F Hercules in forza allo squadrone di sviluppo antartico VX-6 nell'operazione Deep Freeze del 1967 e in quella del 1968.